# 六本松421

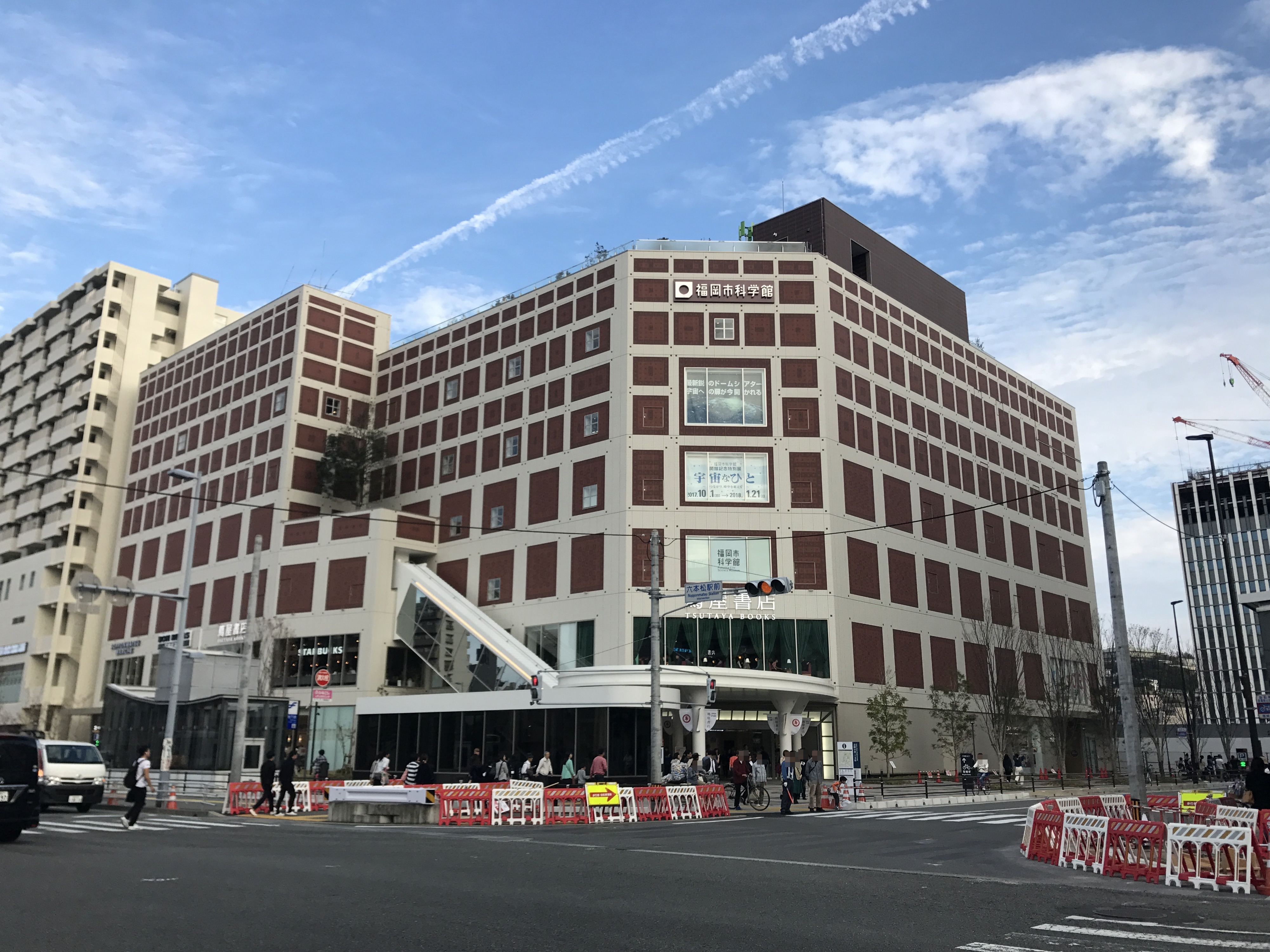
六本松421

六本松421（ろっぽんまつよんにいいち）は、福岡県福岡市中央区六本松にある複合施設である。2017年9月26日開業。かつて存在した九州大学六本松キャンパスの跡地の再開発計画で作られた。

## 名前の由来
施設名は当施設の所在地である「六本松4丁目2番1号」に由来している。この住所はかつての九州大学六本松キャンパスの住所と同じ住所である。

## 主な施設
- 福岡市科学館[1](中央区舞鶴にあった福岡市立少年科学文化会館からの移転)
- 九州大学法科大学院[1]
- ボンラパス(スーパーマーケット)[1]
- 蔦屋書店[1]
- その他飲食店等のテナントが入居

キャンパス跡地内に隣接してMJR六本松(マンション)・SJR六本松(シニアマンション)が立地。

## 交通アクセス
- 福岡市地下鉄七隈線六本松駅よりすぐ
- 西鉄バス六本松バス停よりすぐ